# Geologischer Lehrpfad (Tännesberg)

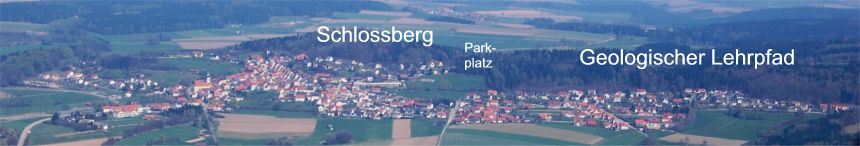
Lage des Lehrpfades

Der Geologische Lehrpfad bei Tännesberg liegt im Süden des Oberpfälzer Landkreises Neustadt a.d.Waldnaab.

## Geographie
Der Lehrpfad wurde von Helmut Wolf konzipiert und liegt im mittleren Oberpfälzer Wald. Das Gebiet gehört zum Naturpark Nördlicher Oberpfälzer Wald. Der Schlossberg (692 m NN) grenzt an den Lehrpfad an.

## Entstehung und Erweiterung
In den Jahren 1971/72 entstand am Südhang des „Goßbühl“ im Rahmen der „Flurbereinigung Tännesberg“ der erste Geologische Lehrpfad Bayerns. Zielsetzung ist, die Entwicklung der Gesteinsbildung in der Erdgeschichte aufzuzeigen. Eine Aufwertung erfuhr der Lehrpfad, als man ihn 2010/11 zu einem Rundweg ausbaute. Auf der heute etwa 2,6 km langen Rundstrecke sind bis zu 26 Tonnen schwere Steine zu finden, die ihrem erdgeschichtlichen Alter entsprechend aufgestellt sind.

## Aufbau des Lehrpfads
Der Lehrpfad liegt in einem Waldstück und kann bei jeder Witterung gut begangen werden.
Er ist in Abschnitte unterteilt, die in etwa der Dauer des jeweiligen Erdzeitalters entsprechen. Die Phase des Präkambriums wird wegen der langen Dauer als einzige Ausnahme verkürzt dargestellt. Hinweistafeln erklären dem Besucher die einzelnen Gesteinsarten und zeigen die erdgeschichtliche Entwicklung auf. Beginnt der Betrachter seine Wanderung beim Parkplatz am Fuße des Schlossberges (ein weiterer Parkplatz findet sich am Wendepunkt des Lehrpfades, Zufahrt über Ausschilderung St. Jodokkirche), so findet er folgende Gesteinsarten vor: Gneis, Amphibolit, Glimmerschiefer, Marmor, Migmatit, metamorphe Sedimentgesteine, Gabbro, Diorit, Redwitzit, Granit, Aplit, Pegmatit, Flussspat - und Quarzgänge, Sandstein, Kalkstein und Basalt.

## Audioguide
Seit 2005 ist es möglich, den Lehrpfad mit einem Audioguide zu begehen. Er kann bei der Verwaltung der Marktgemeinde Tännesberg und in örtlichen Hotels ausgeliehen werden.

## Bildergalerie

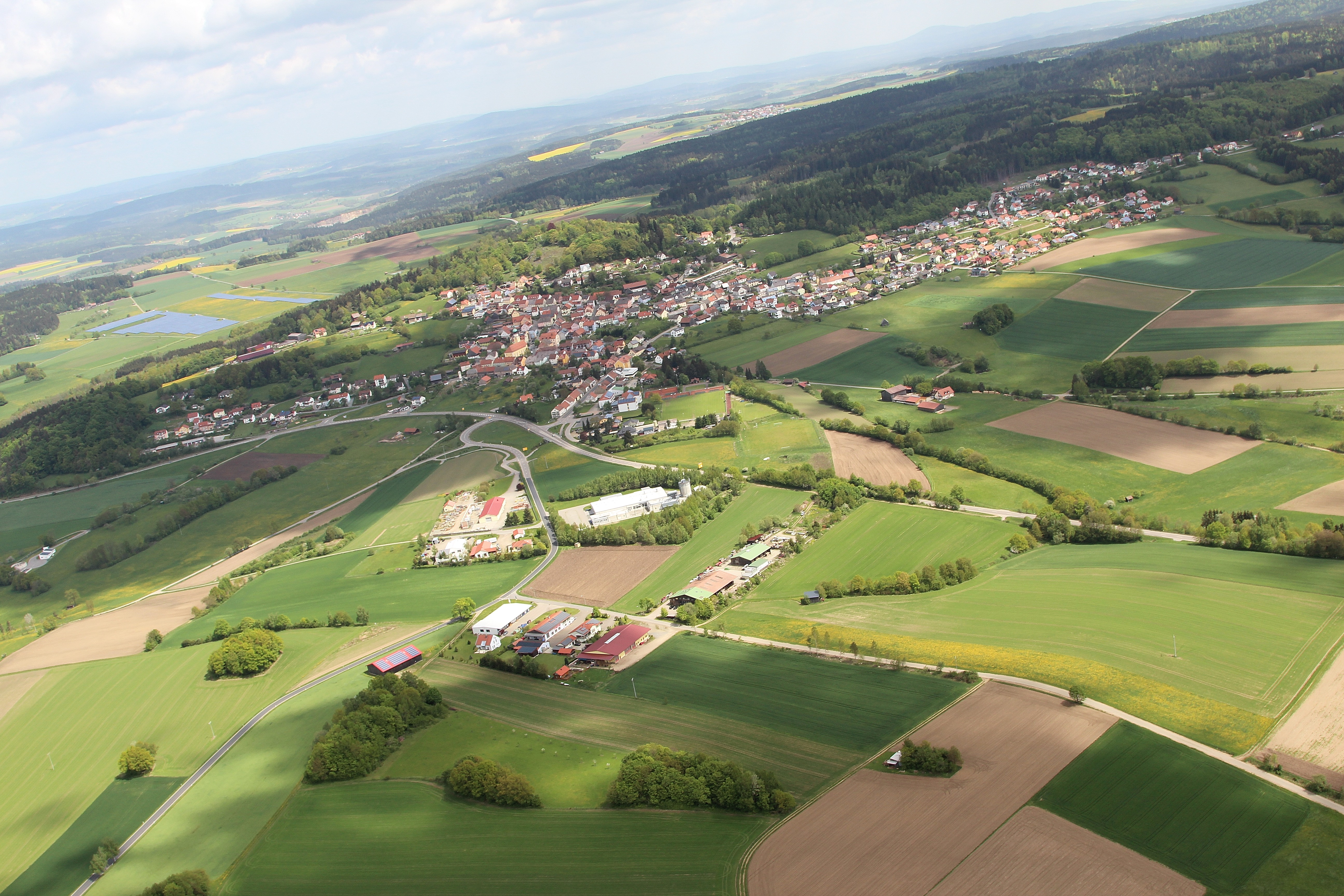
Tännesberg (2015)
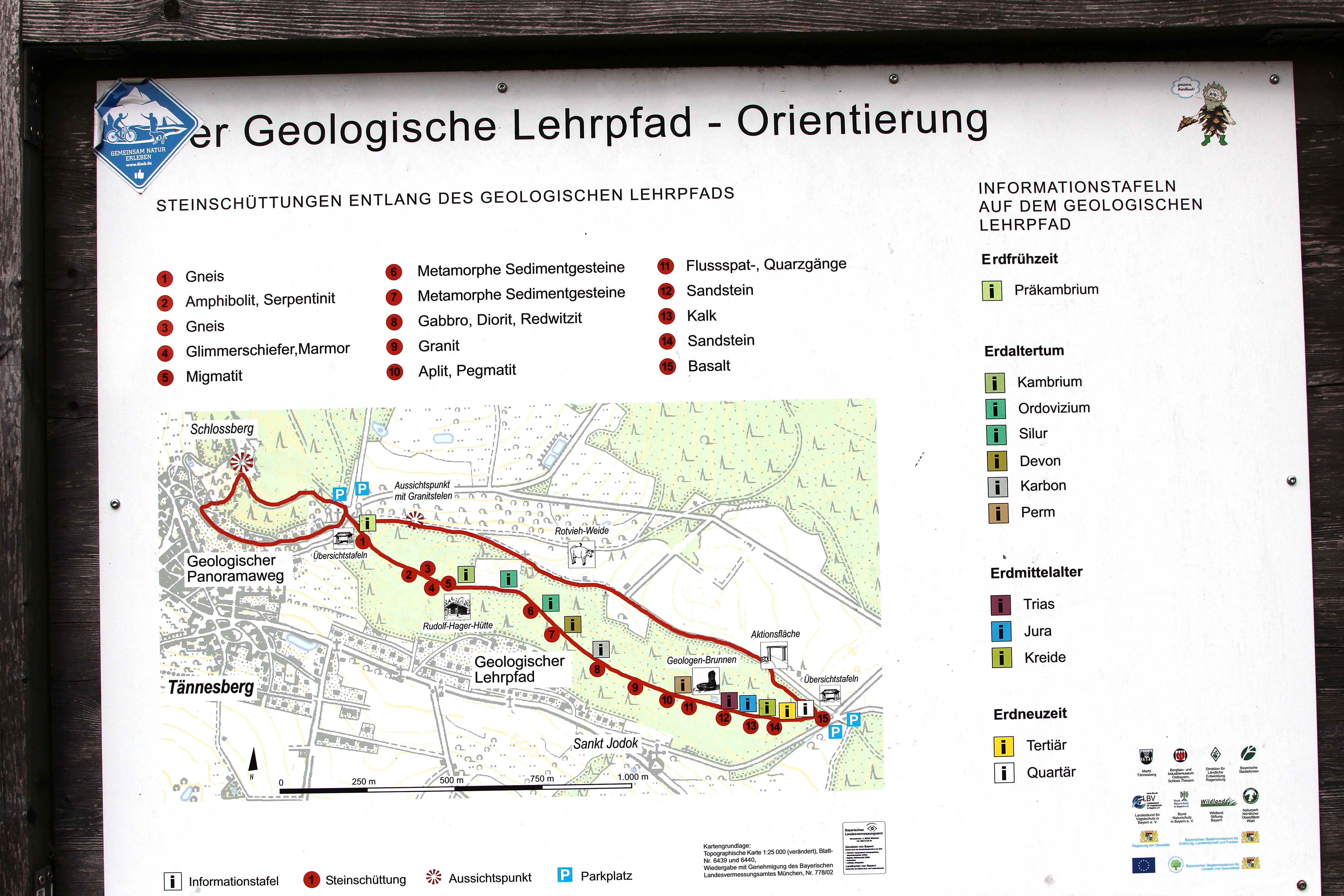
Infotafel Lehrpfad (2017)
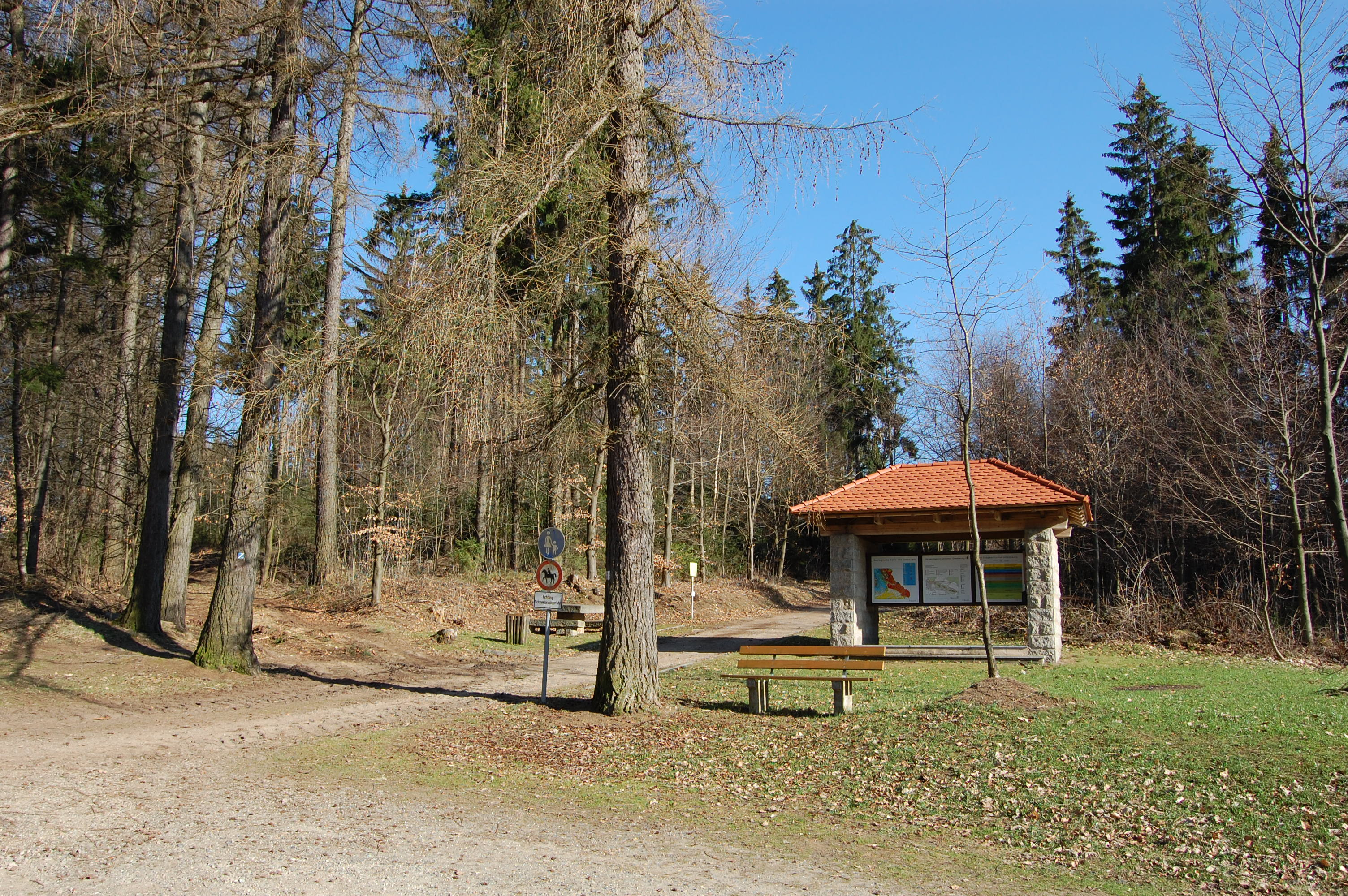
Eingang zum Lehrpfad
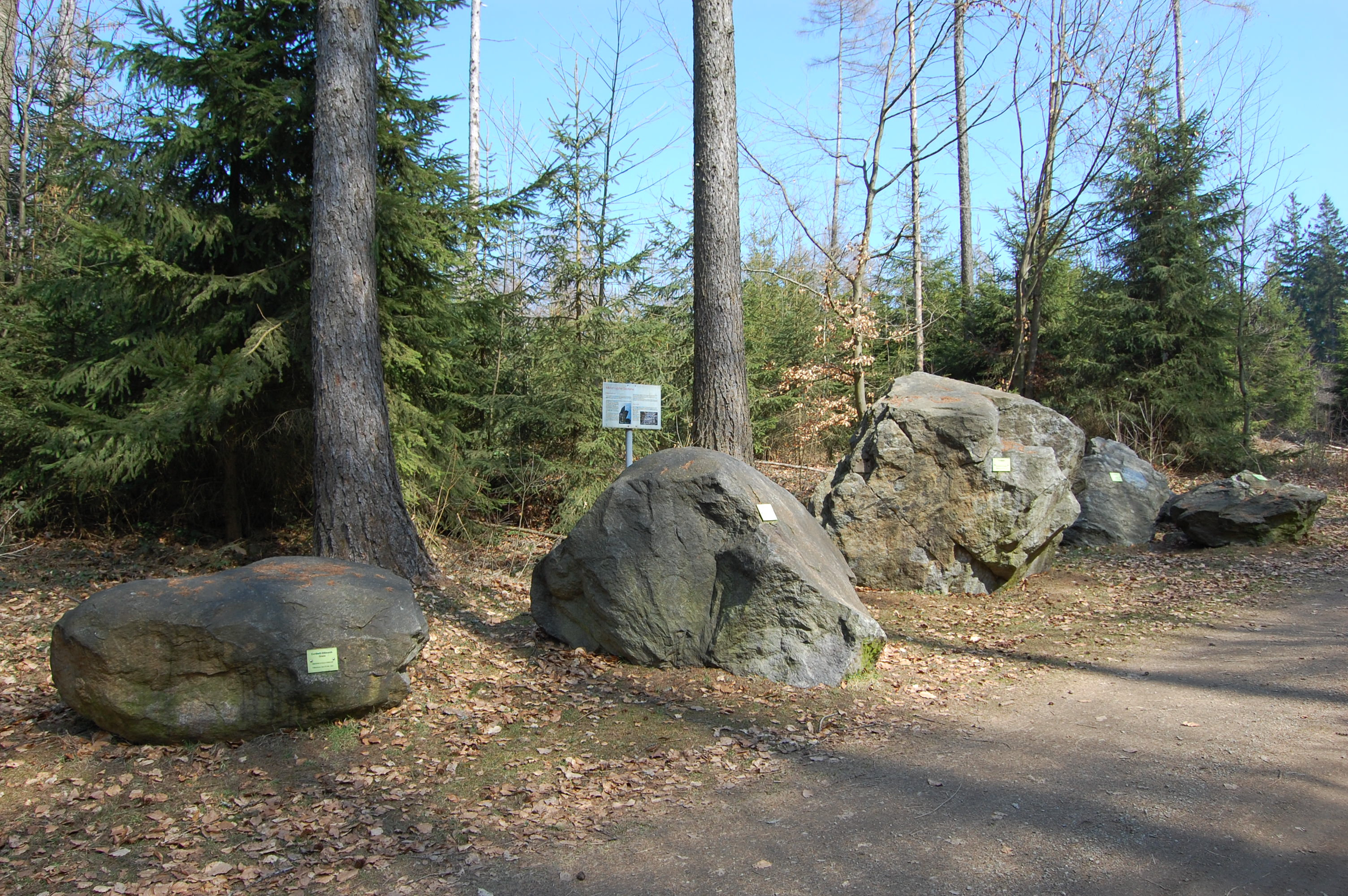
Lehrpfad (2011)
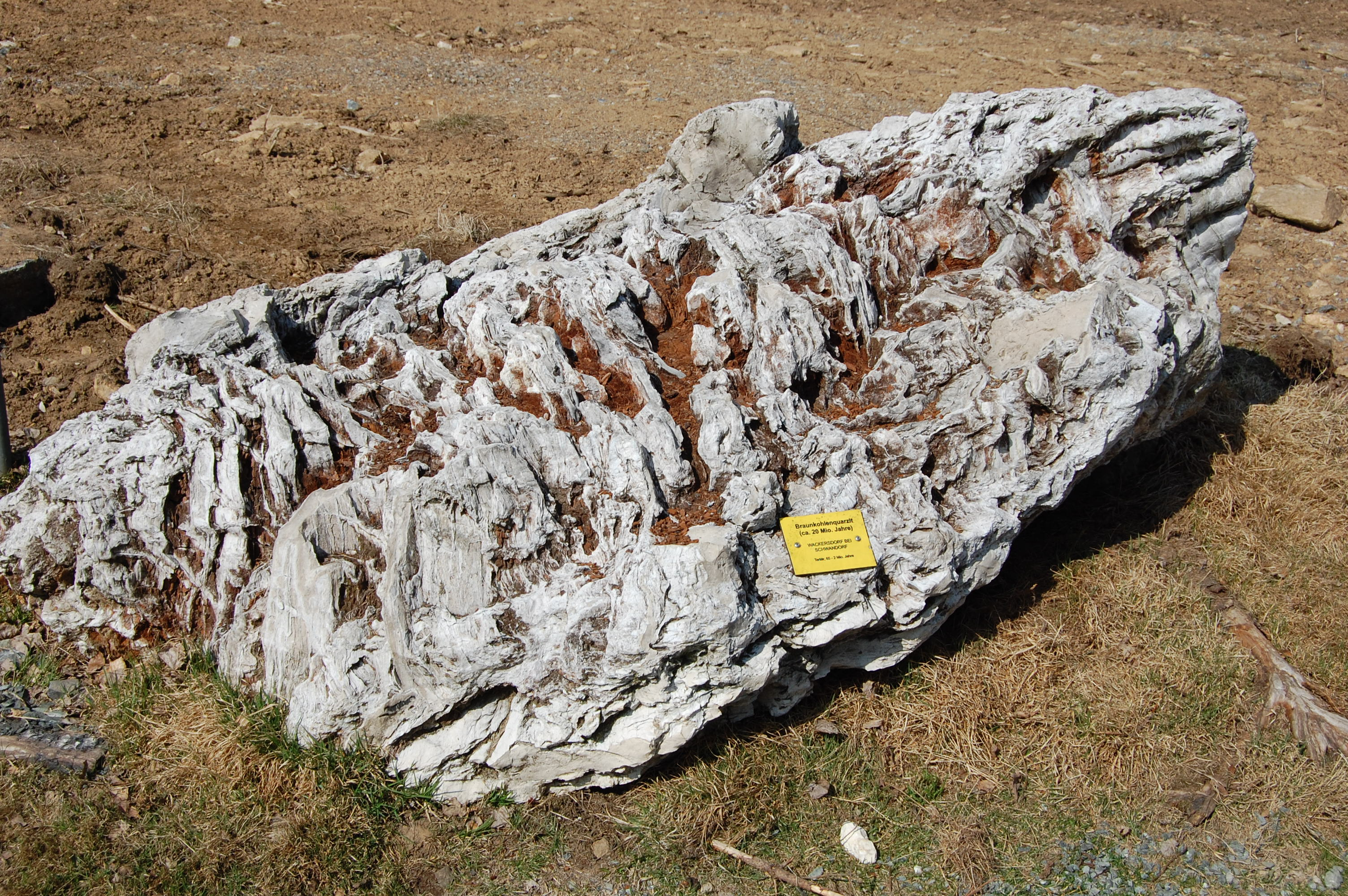
Braunkohlenquarzit (2011)